# Mörla
Mörla ist ein Ortsteil der Stadt Rudolstadt im Landkreis Saalfeld-Rudolstadt in Thüringen.

## Geografie
Der Ortsteil Mörla liegt in einer Talsohle zwischen dem Wald Hain und den bewaldeten Pörzberg nordwestlich des Stadtkerns. Diese Tallage südlich der Hänge ist auch klimatisch begünstigt.

## Geschichte

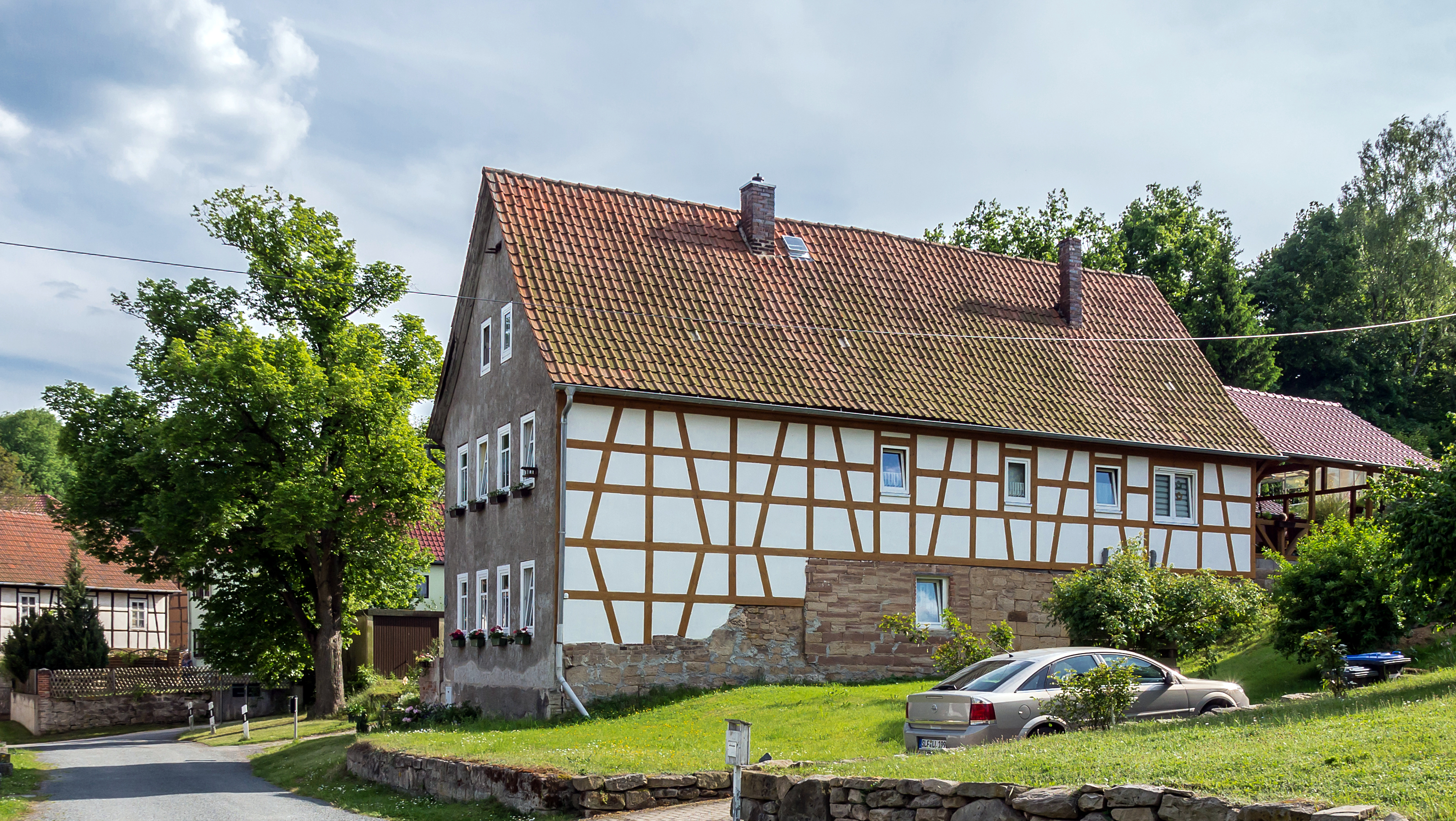
Denkmalgeschütztes Gebäude

Am 28. April 1417 wurde Mörla urkundlich erstmals erwähnt. Ab dem 16. Jahrhundert floss Mörlaer Quellwasser zum Schloss Heidecksburg. Deshalb heute noch das Brunnenfest. Das Dorf hatte von jeher Verbindung zur Stadt. Die Kinder gingen und gehen zur Schule in die Stadt. Ab 1868 konnten die Mörlaer ihre Verstorbenen im Dorf bestatten, denn vorher gab es keinen eigenen Friedhof.
Mörla gehörte ursprünglich als Exklave zur Herrschaft Oberkranichfeld, welche zu verschiedenen Zeiten unter der Landeshoheit verschiedener Fürstentümer stand. 1825 gelangte Mörla durch einen Gebietsaustausch zur Oberherrschaft des Fürstentums Schwarzburg-Rudolstadt. 1918 kam der Ort zum Freistaat Schwarzburg-Rudolstadt und 1920 schließlich zum Land Thüringen.
Früher war die Landwirtschaft Erwerbsquelle. Heute geht oder fährt man in die Stadt zur Arbeit. Am 1. Juli 1950 erfolgte die Eingemeindung nach Rudolstadt.

## Sehenswürdigkeiten
- Dorfkirche Mörla

## Söhne und Töchter des Ortes
- Karl Leps (1883–1945), deutscher Bäcker und Politiker (SPD, USPD, KPD, NSDAP)